# Folwarska Polana

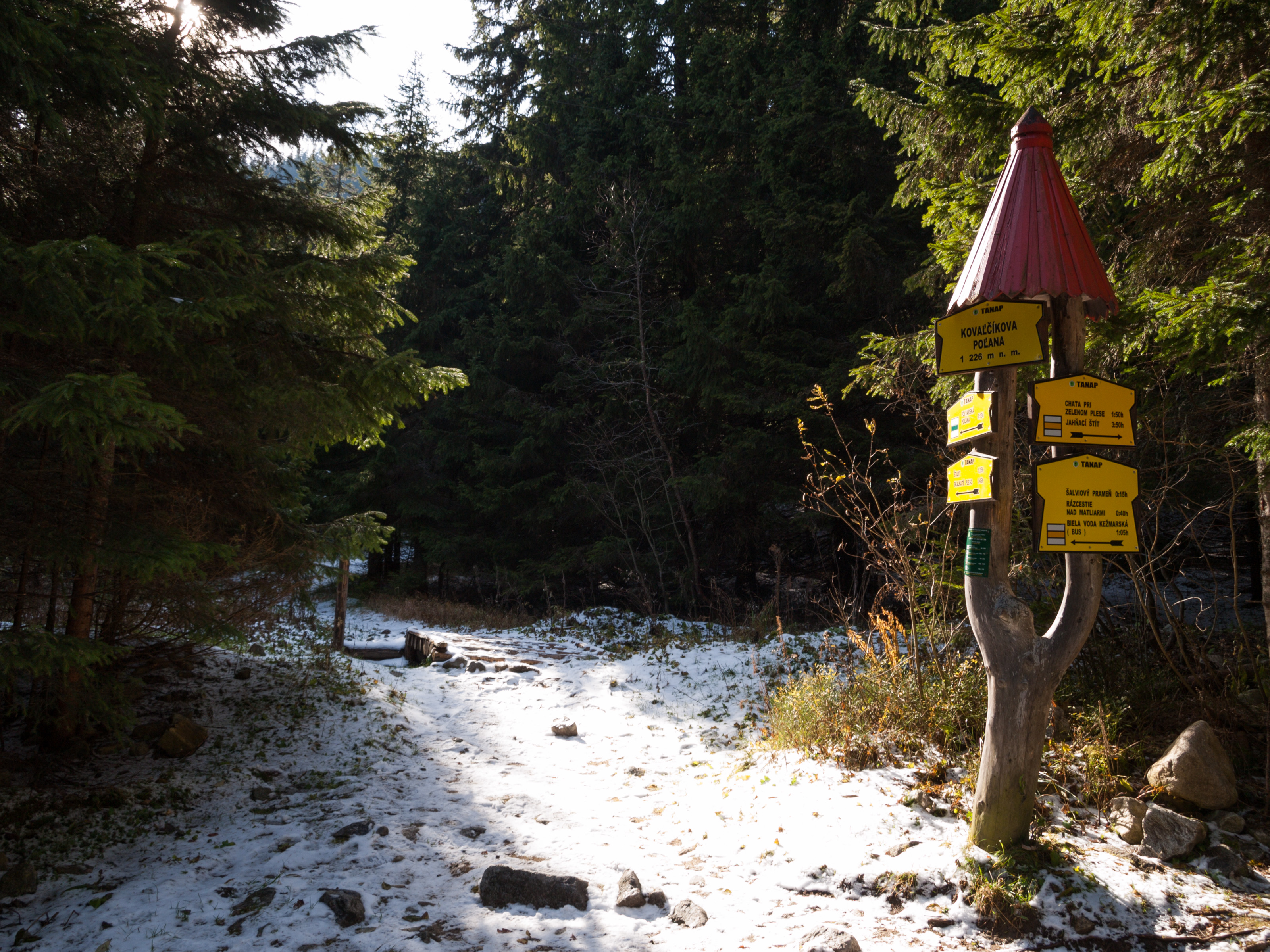
Rozdroże szlaków na Folwarskiej Polanie

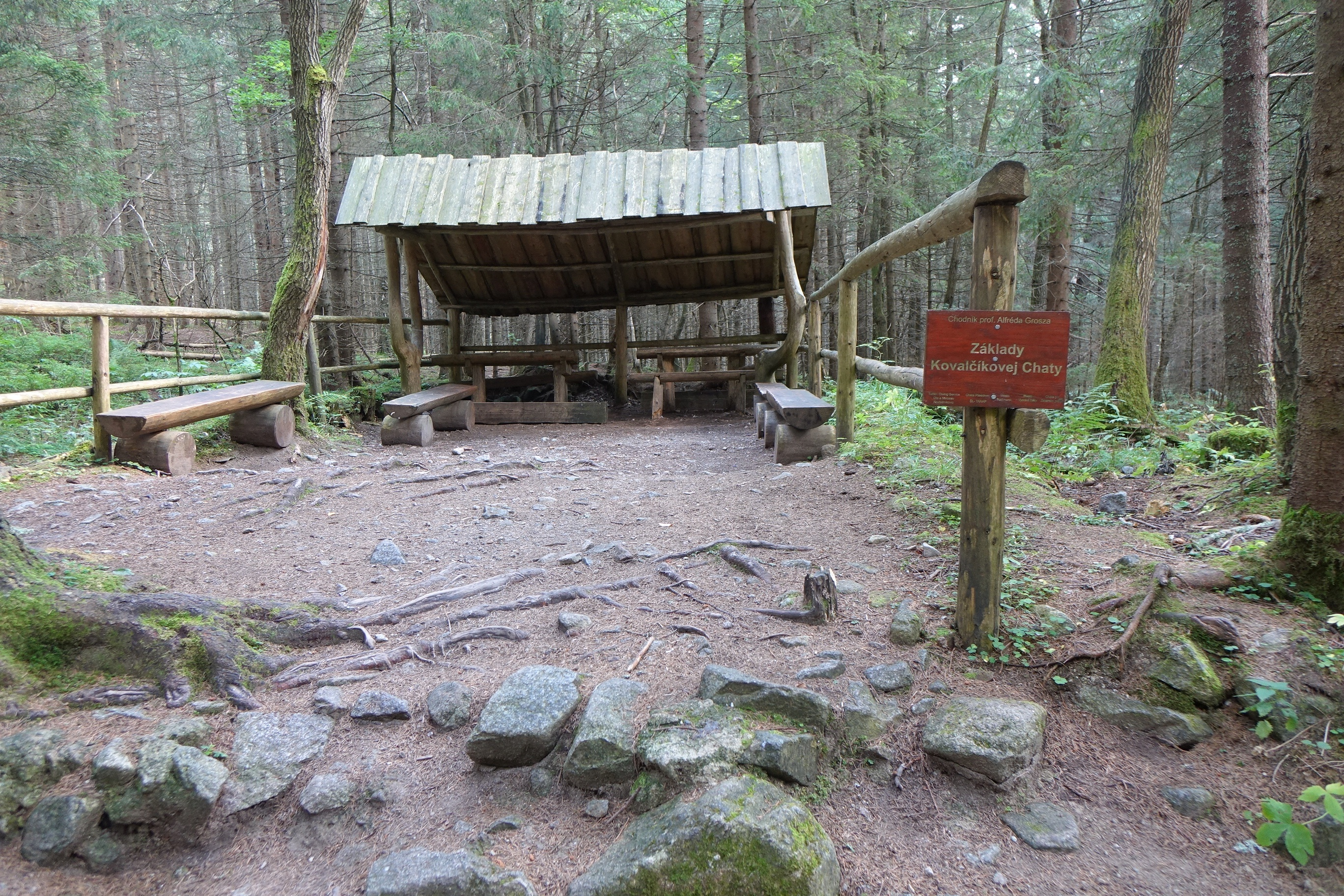
Miejsce w którym stała Kovalčikova chata

Folwarska Polana (niem. Forberger Blösse, słow. Folvarská poľana, węg. Forbergi-rét) – położona na wysokości ok. 1252 m polana w Dolinie Kieżmarskiej w słowackich Tatrach Wysokich. Znajduje się u podnóża Rakuskiej Czuby, na prawym brzegu potoku Biała Woda Kieżmarska. Nazwa polany pochodzi od tego, że od XVIII w. mieszkańcy wsi Folwarki (od 1948 miejscowość ta nazywa się Stráne) mieli prawo do użytkowania tej polany. Mieli oni tutaj wolarnię zwaną Folwarską Szopą (czyli budynek w którym mieszkali pasterze wołów). Folwarską Polanę nazywano też Wolarnią lub Niżnią Wolarnią – ta druga nazwa pochodzi od tego, że woły wypasano również wyżej (ok. 1500 m n.p.m.), na znajdującej się wśród kosodrzewiny polanie zwanej Wyżnią Wolarnią.
Dawniej była to dużą łąka, po zaprzestaniu wypasu zarosła świerkowym lasem. Obecnie znajduje się tutaj rozdroże szlaków turystycznych zwane Rozdrożem na Kowalczykowej Polanie (Rázcestie Kovalčikova poľana). Nazwa rozdroża pochodzi od Štefana Kovalčika – narciarza-olimpijczyka i kierownika schronisk w Dolinie Kieżmarskiej w latach 1944–1967, który rozpoczął na Folwarskiej Polanie budowę nowego schroniska. Wykonano tylko jego fundamenty.

## Szlaki turystyczne
szlak od przystanku i parkingu Biała Woda przy Drodze Wolności pomiędzy Matlarami a Kieżmarskimi Żłobami i prowadzący przez Rzeżuchową Polanę i Rozdroże na Kowalczykowej Polanie wzdłuż Białej Wody Kieżmarskiej nad Zielony Staw Kieżmarski, a stamtąd na Jagnięcy Szczyt.
- Czas przejścia od Drogi Wolności do Schroniska nad Zielonym Stawem: 2:55 h, ↓ 2:30 h
- Czas przejścia ze schroniska na Jagnięcy Szczyt: 2:30 h, ↓ 2 h

  – krótki szlak łącznikowy do rozdroża na Rakuskiej Polanie, gdzie łączy się z Łomnicką Pętlą. 20 min, ↓ 15 min.